# Tangara ruficervix
Tangara ruficervix е вид птица от семейство Тангарови (Thraupidae).

## Разпространение
Видът е разпространен в Боливия, Еквадор, Колумбия и Перу.